# Izorytmia

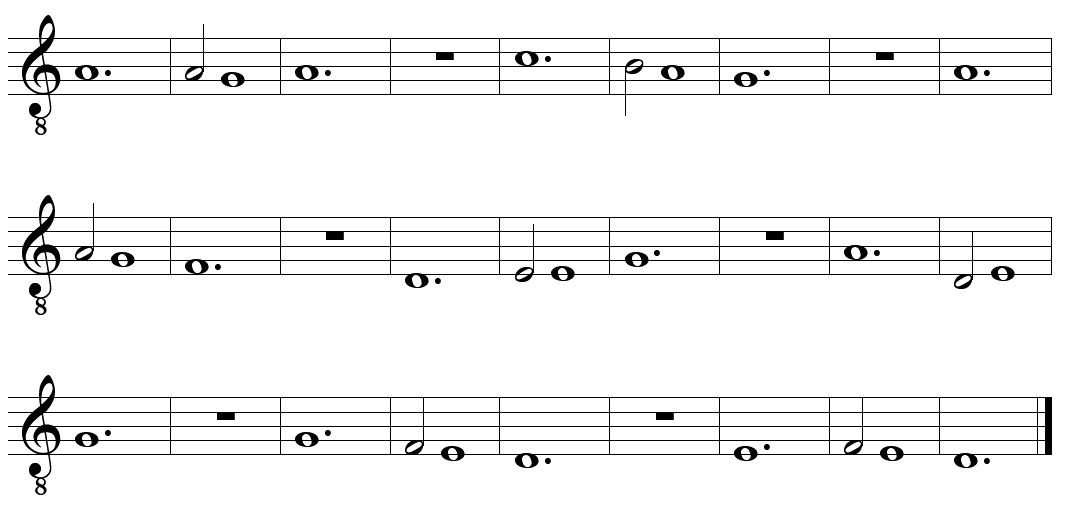
Izorytmiczny tenor z pierwszego odcinka Kyrie z mszy Notre Dame Guillaume de Machauta (ok. 1360). Color obejmujący 28 nut jest połączony ze schematem talea obejmującym cztery wartości, który zostaje powtórzony siedmiokrotnie.

Izorytmia (z gr. równy rytm) – technika kompozytorska, która pojawiła się we Francji w XIV wieku. Opisana jest w traktacie Ars nova Filipa de Vitry (ok. 1320). Polega na zastosowaniu tzw. ordo – periodycznego powtarzania schematu rytmicznego (czyli tzw. talea) i melodycznego (color) lub tylko jednego z nich. Rytmikę izorytmiczną stanowiło 6 modi – schematów rytmicznych opartych na greckich stopach metrycznych.
Zjawisko stosowane było już w najstarszym gatunku wielogłosowej muzyki europejskiej, czyli w organum ze szkoły Notre-Dáme. Najpopularniejszym gatunkiem, w którym wykorzystywano technikę izorytmiczną, był motet (nazywany stąd motetem izorytmicznym). 
Wyróżniamy (chronologicznie) izorytmię niekompletną (swój modus posiadał tylko tenor) i kompletną (czasami zwaną pangizorytmią) – gdy każdy głos uporządkowany był według modus. Technika ta miała fundamentalne znaczenie w historii muzyki. Z nią związane jest powstanie notacji menzuralnej. Przyniosła ona też takie środki kompozytorskie w zakresie technik imitacyjnych jak augmentacja i jej przeciwieństwo – dyminucja, ale przede wszystkim późniejsza muzyka przejęła istotę tej techniki: powtarzalność schematów rytmicznych i melodycznych. Zaczęto tym samym zwracać uwagę na jednolitość materiałową kompozycji.

Wykres strukturalny tenoru w późnośredniowiecznym motecie "Sub Arturo plebs" Johannesa Alanusa, zawierającym trzykrotną dyminucję. Color składa się z 24 long (48 taktów we współczesnym zapisie), podzielonych na trzy taleae. Color jest powtórzony trzykrotnie, za każdym razem w innej menzurze. Jego długość jest sukcesywnie zmniejszana (9:6:4). Wykres ukazuje (a) chorałowy cantus firmus; (b) tenor zapisany w notacji menzuralnej; (c) częściowa transkrypcja rozpoczęcia każdego z dziewięciu taleae we współczesnej notacji.